# Park Hae Mi
Park Hae-mi (n. 31 de enero de 1990) es una tiradora deportiva surcoreana. 
Compitió en los Juegos Olímpicos de Río de Janeiro 2016 en la disciplina Rifle de aire (10 metros) femenino.